# Ивана Милошевић
Ивана Милошевић (11. јун 1982, Свилајнац) је српска рукометашица која игра на позицији десног крила. Са рукометном репрезентацијом Србије освојила је сребрну медаљу на Светском првенству 2013, четврто место на Европском првенству 2012. и сребро на Медитеранским играма 2005.
У клупској каријери са Наисом освојила је Челенџ куп 2007. Такође је освојила четири пута првенство Србије.